# Lepisorus sinuatus
Lepisorus sinuatus là một loài thực vật có mạch trong họ Polypodiaceae. Loài này được (Ching & S.K. Wu) S.L. Yu miêu tả khoa học đầu tiên năm 1997.